# Émile Veinante
Émile Veinante (ur. 12 czerwca 1907 w Metzu, zm. 18 listopada 1983 w Dury) – francuski piłkarz grający na pozycji napastnika, reprezentant Francji w latach 1929–1940, trener piłkarski.

## Kariera klubowa
Grający zazwyczaj na lewym skrzydle Émile Veinante karierę piłkarską rozpoczął w rodzimym FC Metz, a było to jeszcze w okresie I wojny światowej, gdy Niemcy okupowali Alzację i Lotaryngię. Jako 21-latek przeniósł się do stołecznego Racing Clubu, któremu pozostał wierny przez wiele lat, najpierw jako amator, a od 1932 roku po utworzeniu ligi, również jako profesjonalny piłkarz. Wkrótce po przybyciu do Paryża Veinante otrzymał pierwsze powołanie do reprezentacji Francji, zaś rok później wraz z kolegami został finalistą Pucharu Francji, w finale ulegając ekipie FC Sète.
W następnych latach Émile dał się poznać jako znakomity rozgrywający i skuteczny strzelec. W roku 1934 był jednym z czołowych strzelców Ligue 1. Ponadto bardzo dobrze potrafił egzekwować rzuty wolne i – zwłaszcza – rzuty rożne. W jednym ze spotkań Racing Club pokonał 3:0 RC Lens, a wszystkie bramki padły po dośrodkowaniach Veinante'a z kornerów.
W roku 1936 Racing wywalczył krajowy dublet, zaś po trzech latach Émile wywalczył wraz z kolegami ostatnie trofeum w karierze zawodniczej – Puchar Francji, w finale pokonując 3:1 Olympique Lillois. Wkrótce jednak Veinante z powodu ataku Niemiec na Francję postanowił zakończyć karierę zawodniczą.

## Kariera reprezentacyjna
W latach 1929–1940 rozegrał w barwach reprezentacji Francji 24 mecze, w których strzelił 14 bramek. Był w składzie kadry narodowej podczas mistrzostw świata w latach 1930, 1934 i 1938. Na boiskach Urugwaju wystąpił dopiero w ostatnim meczu grupowym przeciwko reprezentacji Chile. W latach 1933–1934 rzadko grał w barwach trójkolorowych, jednak na mundialu we Włoszech pozostał z drużyną jako rezerwowy. W roku 1938, gdy Francuzi dotarli do ćwierćfinału MŚ, był podstawowym zawodnikiem i w meczu 1/8 finału już w pierwszej minucie gry zdobył bramkę w spotkaniu z Belgią, ostatecznie wygranym 3:1.

## Kariera trenerska
Latem roku 1940 Veinante rozpoczął karierę trenerską, która trwała do sezonu 1960/61. W tym czasie pracował z piłkarzami Racing Clubu, RC Strasbourg (trzykrotnie), OGC Nicea, FC Metz oraz FC Nantes. Ten okres upłynął bez znaczących sukcesów, a za największy uznać można finał Pucharu Francji w roku 1947, który prowadzony przez niego RC Strasbourg przegrał z Lille OSC 0:2, oraz awans do pierwszej ligi wywalczony z tym samym zespołem w 1961 roku.

## Sukcesy

### Jako piłkarz
- mistrzostwo Francji z Racing Clubem (1936)
- Puchar Francji z Racing Clubem (1936, 1939)
- finał Pucharu Francji z Racing Clubem (1930)

### Jako trener
- finał Pucharu Francji z RC Strasbourg (1947)
- mistrzostwo drugiej ligi z RC Strasbourg (1961)